# Annay-la-Côte
Pour les articles homonymes, voir Annay.
Annay-la-Côte est une commune française située dans le département de l'Yonne, en région Bourgogne-Franche-Comté.
Les habitants, appelés les Annéens, sont au nombre de 340 en 2022. La commune fait partie de l'aire urbaine d'Avallon qui comprend 15 075 habitants en 2017.

## Géographie

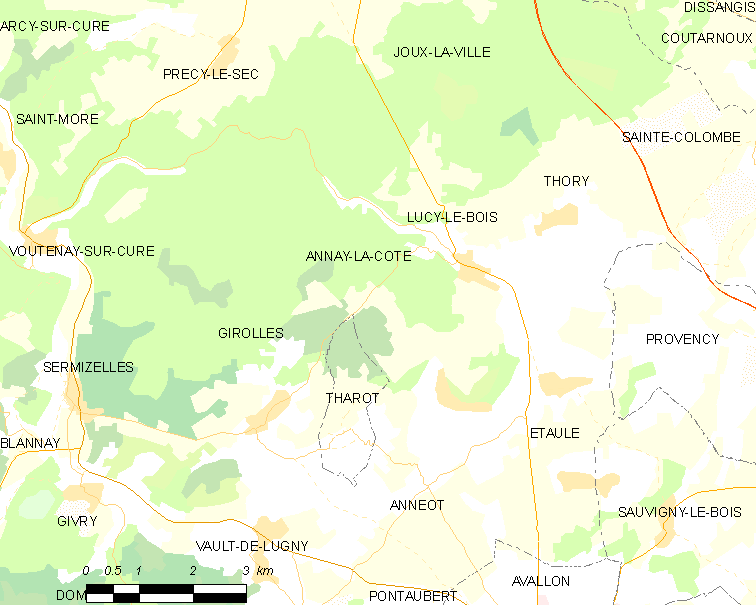
Carte administrative.

Le territoire de la commune s'étend sur 1 292 hectares et ne comprend qu'un seul hameau, le Champ-du-Feu.
Le village est situé dans la haute vallée de l'Yonne, « sur le penchant d'une haute colline, célèbre dans l'Avallonnais par la qualité du vignoble qui en recouvre les pentes ». Du sommet (environ 338 mètres) on domine le plateau ondulé au nord d'Avallon, et plus loin au sud les premiers contreforts du Morvan. Les deux paysages sont bien contrastés : champs et prairies autour d'Avallon, forêts immenses du Morvan.
La ligne Auxerre-Avallon passe au bas de la colline ; la gare la plus proche étant située à Vassy.

### Hydrographie
Au niveau hydrographique, la commune bénéficie de l'apport de plusieurs rus provenant du plateau de Valloux situé à 490 m au-dessus du niveau de la rivière Cousin : le ru du Bouchin, le ru d'Aisy et le ru des Regains,.
Plusieurs sources se situent dans le village, lieu où la nappe phréatique affleure, ce phénomène est principalement dû à la présence d'argile à ciment. Une des sources a permis autrefois de faire tourner un moulin et d'alimenter un abreuvoir et un lavoir.

### Climat
Pour des articles plus généraux, voir Climat de la Bourgogne-Franche-Comté et Climat de l'Yonne.
En 2010, le climat de la commune est de type climat océanique dégradé des plaines du Centre et du Nord, selon une étude du Centre national de la recherche scientifique s'appuyant sur une série de données couvrant la période 1971-2000. En 2020, Météo-France publie une typologie des climats de la France métropolitaine dans laquelle la commune est exposée à un climat océanique altéré et est dans la région climatique Lorraine, plateau de Langres, Morvan, caractérisée par un hiver rude (1,5 °C), des vents modérés et des brouillards fréquents en automne et hiver.
Pour la période 1971-2000, la température annuelle moyenne est de 10,4 °C, avec une amplitude thermique annuelle de 16,1 °C. Le cumul annuel moyen de précipitations est de 878 mm, avec 12,4 jours de précipitations en janvier et 8,5 jours en juillet. Pour la période 1991-2020, la température moyenne annuelle observée sur la station météorologique de Météo-France la plus proche, « St André », sur la commune de Saint-André-en-Terre-Plaine à 14 km à vol d'oiseau, est de 11,3 °C et le cumul annuel moyen de précipitations est de 849,9 mm. 
La température maximale relevée sur cette station est de 41,3 °C, atteinte le 24 juillet 2019 ; la température minimale est de −16 °C, atteinte le 20 décembre 2009,,.
Les paramètres climatiques de la commune ont été estimés pour le milieu du siècle (2041-2070) selon différents scénarios d'émission de gaz à effet de serre à partir des nouvelles projections climatiques de référence DRIAS-2020. Ils sont consultables sur un site dédié publié par Météo-France en novembre 2022.

## Urbanisme

### Typologie
Au 1er janvier 2024, Annay-la-Côte est catégorisée commune rurale à habitat dispersé, selon la nouvelle grille communale de densité à sept niveaux définie par l'Insee en 2022.
Elle est située hors unité urbaine. Par ailleurs la commune fait partie de l'aire d'attraction d'Avallon, dont elle est une commune de la couronne,. Cette aire, qui regroupe 74 communes, est catégorisée dans les aires de moins de 50 000 habitants,.

### Occupation des sols
L'occupation des sols de la commune, telle qu'elle ressort de la base de données européenne d’occupation biophysique des sols Corine Land Cover (CLC), est marquée par l'importance des forêts et milieux semi-naturels (58,7 % en 2018), une proportion sensiblement équivalente à celle de 1990 (59,1 %). La répartition détaillée en 2018 est la suivante : 
forêts (58,7 %), terres arables (19,4 %), prairies (16,6 %), zones urbanisées (3,2 %), zones agricoles hétérogènes (2,1 %). L'évolution de l’occupation des sols de la commune et de ses infrastructures peut être observée sur les différentes représentations cartographiques du territoire : la carte de Cassini (XVIIIe siècle), la carte d'état-major (1820-1866) et les cartes ou photos aériennes de l'IGN pour la période actuelle (1950 à aujourd'hui).

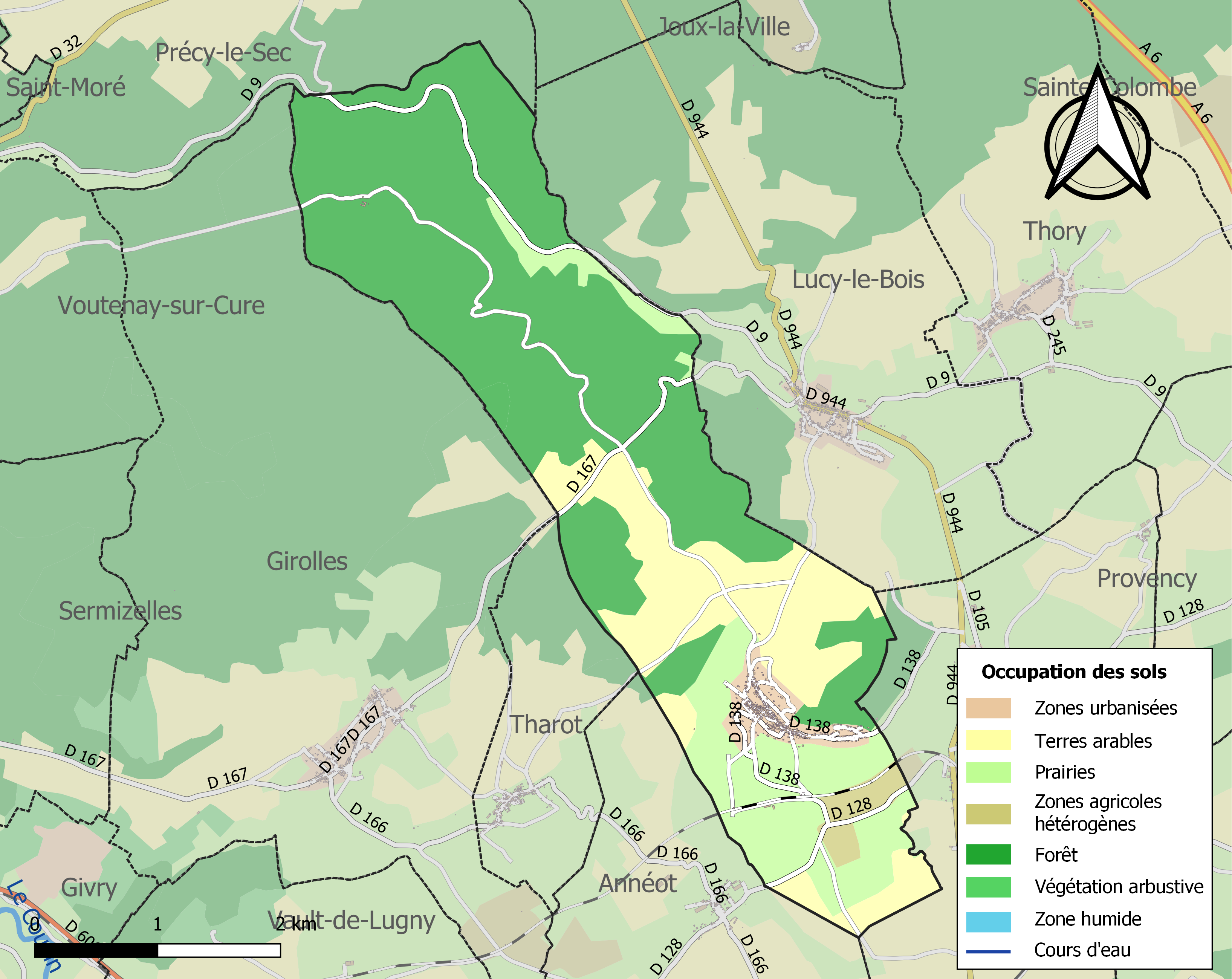
Carte des infrastructures et de l'occupation des sols de la commune en 2018 (CLC).

## Toponymie
En 634, le lieu porte le nom de Auduniaca Colonia, puis le village se nomme Anneiacum au XIIe siècle.
Le nom du village vient de la configuration géographique du lieu, au sommet d'une colline de 338 mètres qui se détache du plateau entre Avallon et Lucy-le-Bois.

## Histoire

### Moyen Âge
En 634, les terres appartiennent à l'évêque d'Auxerre, dont Pallade qui donne ce territoire au monastère Saint-Julien qu'il a fondé avec l'autorisation du roi des Francs, Dagobert Ier.
Au IXe siècle, la colonie prend de l'ampleur et forme un village qui dépend désormais en partie du monastère Saint-Germain d'Auxerre à la suite d'un échange avec la terre d'Oligny située à Le Vault. Les habitants du lieu y obtiennent des libertés données par les abbesses.
Au XIIe siècle, selon Claude Courtépée, le village est entouré de murs épais et garni par trois portes d'accès.
En 1213, Eudes III de Bourgogne, duc de Bourgogne, confirme les libertés accordées aux habitants par les abbesses de Saint-Julien, et les ducs de Bourgogne contrôlent une partie des vignes du village. Le prévôt est chargé de les faire cultiver et de les récolter.
En 1312, ces vignes sont données en fief à Jean de Seignelay comme remboursement de 50 livres dijonnaises qu'on lui devait.
Au XVe siècle, une église est construite par les ducs de Bourgogne avec un clocher composée d'une haute cour carrée.
Sous Charles V, les habitants s'illustrent par une révolte : ils refusent l'impôt et tuent le receveur. La réplique du bailli d'Auxerre est exemplaire : vingt-cinq habitants prisonniers, quinze « inféaux et mécréans d'Annet » pendus.
En novembre 1441, Annay-la-Côte devient le camp pendant huit jours à partir duquel le maréchal de Bourgogne va combattre les Écorcheurs.

### Époque moderne
En 1543, le village compte 107 feux.
Au cours des guerres de la Ligue, Annay-la-Côte est disputée et par les ligueurs et par les royalistes, changeant à plusieurs reprises de main. « Le 23 juillet 1589, toutes les troupes liguées se réunirent au bas d'Annay-la-Côte, proche d'Avallon. On somma ce bourg de fournir des munitions ; mais ceux de dedans se moquèrent ouvertement de la Sainte-Union, ce qui fit conclure de tirer les canons qu'on avait amenés de Girolles. On vit bientôt des brêches ; et comme Avallon avait fourni des échelles outre les vivres nécessaires à l'armée, Annay fut pris tout aussitôt, pillé et mis à feu et à sang. Le sieur de Jaulges eut toute la gloire de cette expédition. ».
Après ces évènements, le village dénombre 50 feux en 1596. La population va progressivement augmenter au cours du XVIIe siècle passant de 28 feux en 1605, à 95 feux en 1643 et à 117 feux en 1679.

### Époque contemporaine
En 1806, la population est de 412 habitants. Puis, varie de 500 habitants en 1826 à 489 en 1846.

#### Fouilles archéologiques auXIXeet au débutXXesiècle
Dans la deuxième partie du XIXe siècle, quatre campagnes de fouilles archéologiques sont menées sur le territoire de la commune et permettent la découverte de tumulus. La première campagne a lieu en 1856, à trois kilomètres de la commune, dans la forêt et permet de révéler douze squelettes munies de bracelets et d'anneaux en bronze. Un des squelettes portent plusieurs bracelets composés d'un fil de bronze au bras et seuls trente fragments sont récupérés à cause du poids de la terre. Deux tibias avec des anneaux de bronze sont également trouvés, ainsi qu'un torque d'un diamètre de 15 cm et d'une épaisseur de 0,3 cm.
Une deuxième campagne de fouilles est réalisée sur deux ans dans le bois du Porroin, en 1872-1873, par l'abbé d'Annay-la-Côte de l'époque, l'abbé Lavy. Cette campagne permet de dévoiler des objets en bronze (anneaux, bracelets et torques). La troisième et dernière campagne de fouilles est menée par la Société d'Études d'Avallon a lieu en 1880, près de la forêt de Montoison, et révèle une vingtaine de bracelets qui sont transférés au musée d'Avallon.
Les dernières fouilles sont menées par l'abbé Poulaine en juillet 1902 sur le flanc oriental de la colline d'Annay-la-Côte et amènent à la découverte d'un tumulus. Ce dernier, d'une circonférence de 15 m et d'une hauteur de 1,5 m, est composé de terre et de pierres plates appelées laves très courantes en Bourgogne. Six squelettes y sont découverts avec mâchoires et dents relativement bien conservées, ainsi que six bracelets de bronze. Ces bracelets sont recouverts d'une patine vert sombre et font des tailles différentes. Les bracelets découverts vont d'un diamètre de 65 mm à 85 mm pour des poids situés entre 110 g à 165 g .

## Politique et administration

### Liste des maires
| Période   | Période   | Identité                    | Étiquette | Qualité         |
| --------- | --------- | --------------------------- | --------- | --------------- |
| fev 1790  | nov 1792  | Pierre Baudot               |           |                 |
| nov 1792  | nov 1795  | Nicolas Guingois            |           |                 |
| nov 1795  | mai 1798  | Etienne Gros                |           |                 |
| mai 1798  | mai 1813  | Edmé Bresson                |           |                 |
| mai 1813  | oct 1830  | Jacques Victor Bourget      |           |                 |
| oct 1830  | mai 1848  | Pierre Etienne Gariel       |           |                 |
| mai 1848  | fev 1852  | Urbain François Seureau     |           |                 |
| fev 1852  | nov 1856  | Honoré Louis Etienne Gariel |           | Industriel      |
| mar 1857  | sep 1870  | Etienne Guettard            |           |                 |
| sep 1870  | mai1871   | Edmé Vincent BRESSON        |           | Tonnelier       |
| mai 1871  | jan 1878  | Jean MAIRRY                 |           |                 |
| jan 1878  | mai 1884  | Edmé Vincent BRESSON        |           |                 |
| mai 1884  | mai 1908  | Edmé BAUDOT                 |           |                 |
| 1908      | 1919      | Frédéric BARRÉ              |           |                 |
| 1919      | 1950      | Edmond DEROUDE              |           |                 |
| 1950      | 1966      | Georges MARENNE             |           |                 |
| mai 1966  | mai 2008  | Roland CHARLIER             |           |                 |
| mars 2008 | juin 2020 | Gilles Tissier              | DVD       | Agent technique |
| juin 2020 | En cours  | Chantal Guignepied          |           | Ancien cadre    |

## Démographie
L'évolution du nombre d'habitants est connue à travers les recensements de la population effectués dans la commune depuis 1793. Pour les communes de moins de 10 000 habitants, une enquête de recensement portant sur toute la population est réalisée tous les cinq ans, les populations de référence des années intermédiaires étant quant à elles estimées par interpolation ou extrapolation. Pour la commune, le premier recensement exhaustif entrant dans le cadre du nouveau dispositif a été réalisé en 2008.

En 2022, la commune comptait 340 habitants, en évolution de −1,45 % par rapport à 2016 (Yonne : −1,95 %, France hors Mayotte : +2,11 %).
| 1793 | 1800 | 1806 | 1821 | 1831 | 1836 | 1841 | 1846 | 1851 |
| ---- | ---- | ---- | ---- | ---- | ---- | ---- | ---- | ---- |
| 413  | 408  | 435  | 464  | 507  | 490  | 486  | 489  | 495  |

| 1856 | 1861 | 1866 | 1872 | 1876 | 1881 | 1886 | 1891 | 1896 |
| ---- | ---- | ---- | ---- | ---- | ---- | ---- | ---- | ---- |
| 478  | 455  | 465  | 443  | 427  | 414  | 426  | 388  | 372  |

| 1901 | 1906 | 1911 | 1921 | 1926 | 1931 | 1936 | 1946 | 1954 |
| ---- | ---- | ---- | ---- | ---- | ---- | ---- | ---- | ---- |
| 338  | 311  | 323  | 255  | 250  | 220  | 201  | 233  | 234  |

| 1962 | 1968 | 1975 | 1982 | 1990 | 1999 | 2006 | 2008 | 2013 |
| ---- | ---- | ---- | ---- | ---- | ---- | ---- | ---- | ---- |
| 229  | 228  | 328  | 389  | 340  | 338  | 356  | 361  | 340  |

| 2018 | 2022 | - | - | - | - | - | - | - |
| ---- | ---- | - | - | - | - | - | - | - |
| 351  | 340  | - | - | - | - | - | - | - |

## Économie
D'après Victor Petit, au XIXe siècle, les vignobles situés sur le versant sud de la colline où se situe la commune sont réputés pour leur qualité.

## Culture locale et patrimoine

### Lieux et monuments

#### Église Saint-Marcel
L'église Saint-Marcel est bâtie au XVe siècle avec des voûtes en pierre à nervures ogivales. Selon Victor Petit, l'intérieur comporte de grandes dalles tumulaires et des boiseries de style Louis XV.
Le clocher est une haute tour de forme carrée, avec de larges contreforts, bâtie par les ducs de Bourgogne. Le clocher est composé de deux cloches en bronze, qui sont créées en 1788 par le fondeur de cloches Dominique Cochois,.
À la base d'un contrefort, une petite niche datant du XVe siècle est attestée avec un écusson aux armes de France.
|                                          |
| Vue d'ensemble de l'église Saint-Marcel. |

|                                   |
| Clocher de l'église Saint-Marcel. |

|                                     |
| Croix devant l'église Saint-Marcel. |

|                                                |
| Vue depuis la route sur l'église Saint-Marcel. |

|                                             |
| Dessin du clocher par Victor Petit en 1870. |

#### Autres monuments
- Deux lavoirs sont présents dans la commune alimentés par une source locale[3].
- Monument aux morts
- Plusieurs croix

|                     |
| Monument aux morts. |

|                    |
| Mairie du village. |

|                                       |
| Croix au croisement devant la mairie. |

|                           |
| Lavoir près de la mairie. |

|                      |
| Intérieur du lavoir. |

### Personnalités liées à la commune
- Frère Scubilion (1797-1867), membre des Frères des écoles chrétiennes qui participe à l'émancipation des esclaves de La Réunion.

## Dans la culture
Le film Le Garçon de Zabou Breitman et Florent Vassault (2025) est tourné en partie à Annay-la-Côte, village vers lequel a mené l'enquête à propos du garçon nommé Jacques, en raison d'une mention à l'arrière d'une photographie.